# Protapion
Protapion – rodzaj chrząszczy z rodziny pędrusiowatych, podrodziny Apioninae i plemienia Piezotrachelini.
Takson ten opisany został w 1908 roku przez Friedricha Juliusa Schilsky'ego. Dawniej traktowany był jako podrodzaj z rodzaju Apion.
Chrząszcze o rzadkim i krótkim owłosieniu, wyglądają na nagie. Czułki smukłe, o drugim członie biczyka widocznie cieńszym niż pierwszy. Pokrywy ku tyłowi rozszerzone, najszersze za środkiem długości. Odnóża zwykle dwubarwne, a ciało najczęściej czarne.
Należą tu gatunki:
- Protapion angusticolle (Gyllenhal, 1833)
- Protapion apricans (Herbst, 1797)
- Protapion assimile (W. Kirby, 1808)
- Protapion brenskei (Desbrochers, 1895)
- Protapion burgodionum (Schubert, 1958)
- Protapion cyprium (Balfour-Browne, 1944)
- Protapion dentipes (Gerstaecker, 1854)
- Protapion difforme (Germar, 1818)
- Protapion dissimile (Germar, 1817)
- Protapion filirostre (W. Kirby, 1808)
- Protapion fulvipes (Geoffroy, 1785)
- Protapion gracilipes (Dietrich, 1857)
- Protapion interjectum (Desbrochers, 1895)
- Protapion laevicolle (W. Kirby, 1811)
- Protapion lederi (Kirsch, 1878)
- Protapion nigritarse (W. Kirby, 1808)
- Protapion ocularium (Desbrochers, 1895)
- Protapion ononidis (Gyllenhal, 1827)
- Protapion pedale (Mulsant et Rey, 1858)
- Protapion ruficroides (Dieckmann, 1973)
- Protapion ruficrus (Germar, 1817)
- Protapion ryei (Blackburn, 1874)
- Protapion schoenherri (Boheman, 1839)
- Protapion trifolii (Linnaeus, 1768)
- Protapion truquii (Reiche et Saulcy, 1858)
- Protapion varipes (Germar, 1817)
- Protapion woerzi (Wagner, 1904)

W Polsce występują: P. apricans, P. assimile, P. difforme, P. dissimile, P. filirostre, P. fulvipes, P. gracilipes, P. interjectum, P. nigritarse, P. ononidis, P. ruficrus, P. trifolii i P. varipes.